# Parafia św. Bartłomieja Apostoła w Sampławie
Parafia świętego Bartłomieja Apostoła w Sampławie – parafia rzymskokatolicka, znajdująca się w diecezji toruńskiej, w dekanacie Lubawa. 